# الطويبة
الطويبة هي إحدى قرى ولاية قبلي، تقع على بعد حوالي 30 كلم غربي مركز الولاية، غير أن سكانها قد نزحوا عنها نهائيا في سبعينات القرن العشرين باتجاه الكليبية التي تشكل حاليا أحد أجزاء قرية الجرسين.
وعبر السنين تعتبر الطويبة منطقة عبور للقوافل القادمة من الصحراء في اتجاه قبلي ودوز ـ يحطون بها الرحال للاستراحة من عناء السفر ـ